# Place de la Verdura
La Place de la Verdura (Place des Légumes) est une place située au cœur du centre historique de Pontevedra, en Espagne. C'est l'une des places médiévales les plus animées de la ville.

## Origine du nom
La Plaza de la Verdura doit son nom au traditionnel marché aux légumes, aux fruits et aux châtaignes qui s'y tenait tous les matins, sauf les dimanches et les jours fériés. Ce marché s'est tenu sur la place jusque dans les années 90 du XXe siècle et les légumes et les fruits étaient apportés par des producteurs des villages environnants.

## Historique
La place a une fonction commerciale depuis ses origines. Elle a été construite comme Praza da Feira (nom sous lequel elle est mentionnée en 1330), c'est-à-dire comme une place de marché, et appartient à la deuxième extension des remparts de Pontevedra au XIVe siècle. C'est là que se tenait la Feira Franca, un marché sans taxes créé par le roi Henri IV, mais elle est vite devenue trop petite pour l'accueillir. Au XVe siècle, la muraille a été agrandie pour la troisième fois et une autre place plus grande a été construite pour la Feira Franca, l'actuelle Place de la Herrería. C'est ainsi que la Plaza de la Verdura est devenue connue sous le nom de Praza da Feira Vella (place du vieux marché) en 1441,.
La place était également appelée Plaza del Pescado au XIXe siècle car on y vendait du poisson et Plaza d’Indalecio Armesto de 1895 à 1996.
Au XVIIIe siècle, le Rastro (marché aux puces) était situé sur la place. En 1887, une fontaine en fonte conçue en France a été placée en haut de la place.
En 1888, une fabrique d'électricité a été construite sur la place. Le 16 mars 1888, la construction de la cheminée de cette usine de lumière, promue par le marquis de Riestra, a commencé et le 25 juillet 1888, elle a été inaugurée. Pontevedra a ainsi été la première ville de Galice et la deuxième d'Espagne à disposer de l'électricité et de l'éclairage public, et la Fábrica de la Luz, située sur la Plaza de la Verdura, a été la première usine électrique de tout le nord-ouest de la péninsule ibérique.
À la fin du XIXe siècle, la place n'avait pas d'arbres mais dans les années 1920, la place était déjà arborée. La place a été réaménagée en 1974 par le Patrimoine public de l’État et a fait l'objet d'une profonde rénovation en 2001 au cours de laquelle ses catalpas caractéristiques ont été coupés et ses bancs doubles en pierre ont été supprimés. Elle a été rouverte le 19 juillet 2001.
De 1997 à 2015, un marché aux antiquités s'est tenu sur la place.

## Description
La place a un plan rectangulaire irrégulier et présente une légère pente vers le côté sud. Sur ses côtés ouest et est sont alignés un total de dix arbres, quatre cerisiers sauvages et six liquidambars et huit bancs en bois à double face.
Sur le côté nord, à côté de la rue Sarmiento, se trouve une fontaine en fonte de 1887, décorée de fleurs et de coquillages, de quatre faunes avec un bec dans la bouche et sur le dessus un vase avec des anses et un couvercle.
La place dispose de boutiques et de bars à tapas sous ses arcades. Sur le côté sud et la partie supérieure se trouve la Casa de la Luz, le siège municipal du Tourisme de Pontevedra.
La plupart des maisons de la place ont des arcades. Les maisons du côté ouest de la place sont originaires du XIVe siècle, avec des arcades au rez-de-chaussée et un ou deux étages. Les arcades ont des colonnes avec des chapiteaux toscans. Presque toutes les maisons ont été rénovées au XVIe siècle. La dernière des maisons de ce côté ouest, avec des arcades à double hauteur, date du XVIIIe siècle.
Toutes les maisons du côté est ont été rénovées au XVIIIe siècle sur des maisons plus anciennes du XVIe siècle, dont il reste les piliers. Certaines d'entre elles ont subi des ajouts au cours du XXe siècle. L'une des deux maisons de la place à arcades et colonnes toscanes située à côté de la pharmacie (qui conserve une décoration du XIXe siècle) en haut de la place porte une inscription datée de 1716.

## Bâtiments remarquables

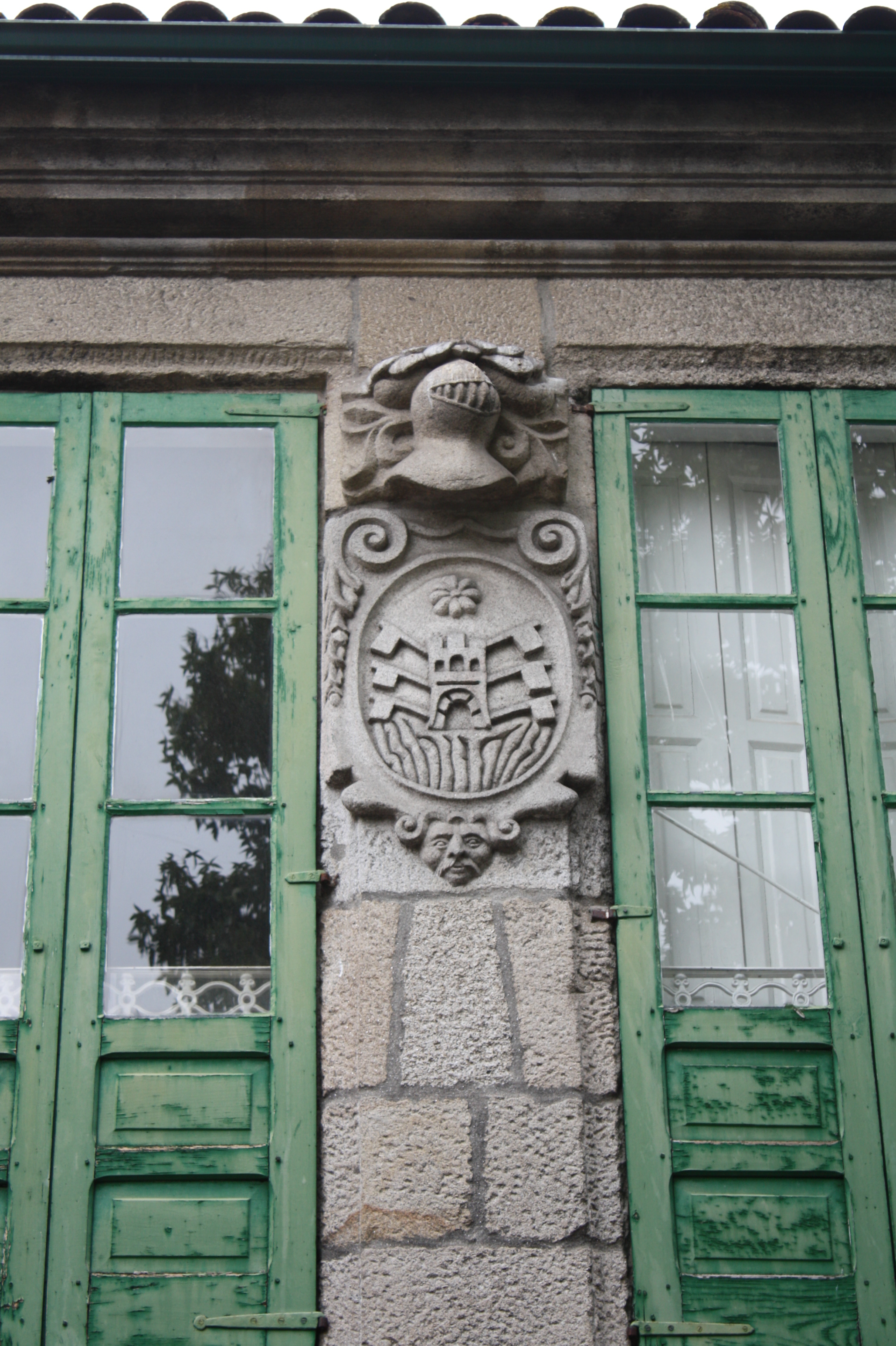
Armoiries de la Maison de Juan Álvarez de Sotomayor.

Depuis 1595, la maison qui préside à la place du côté sud était l'abattoir de la ville et était connue sous le nom de Maison du Macelo. En 1888, elle est devenue la Fabrique de la Lumière et a été largement rénovée aux XXe siècle et XXIe siècle. Elle s'appelle aujourd'hui Casa de la Luz et est depuis sa dernière rénovation en 2010 le siège du Tourisme de Pontevedra. La maison possède trois grandes arcades vitrées au rez-de-chaussée qui donnent sur la place et un balcon au sommet avec trois portes.
Sur le côté ouest de la place, la première maison, au numéro 5, est celle de l'archidiacre du Salnés, Juan Fernández de Sotomayor et fut plus tard la maison des frères maristes. Elle conserve deux grands arcs brisés sur les côtés des arcades du rez-de-chaussée et une petite fenêtre gothique en ogive avec une petite rosace sur la façade sud du premier étage, restaurée en 1975. Sur la façade donnant sur la place, la maison possède un blason entre les portes du balcon. Après sa rénovation, ce bâtiment sera utilisé comme hébergement touristique.
En haut de la place, du côté est, se trouve la pharmacie Enrique Eiras Puig, datant de 1872. Sur son plafond, une imposante peinture représentant une femme à moitié nue accompagnée d'un groupe d'anges et de motifs floraux et où l'on peut lire Ars cum natura ad salutem conspirans (L'art collaborant avec la nature pour la santé).

## La place dans la culture populaire
Une scène de la série télévisée espagnole Los gozos y las sombras, avec Eusebio Poncela, a été tournée dans la pharmacie Eiras Puig.
Sur le côté ouest de la place, au rez-de-chaussée de la maison de Juan Fernández de Sotomayor, se trouve le bar à tapas Os Maristas, rouvert en juillet 2021.

## Galerie d'images

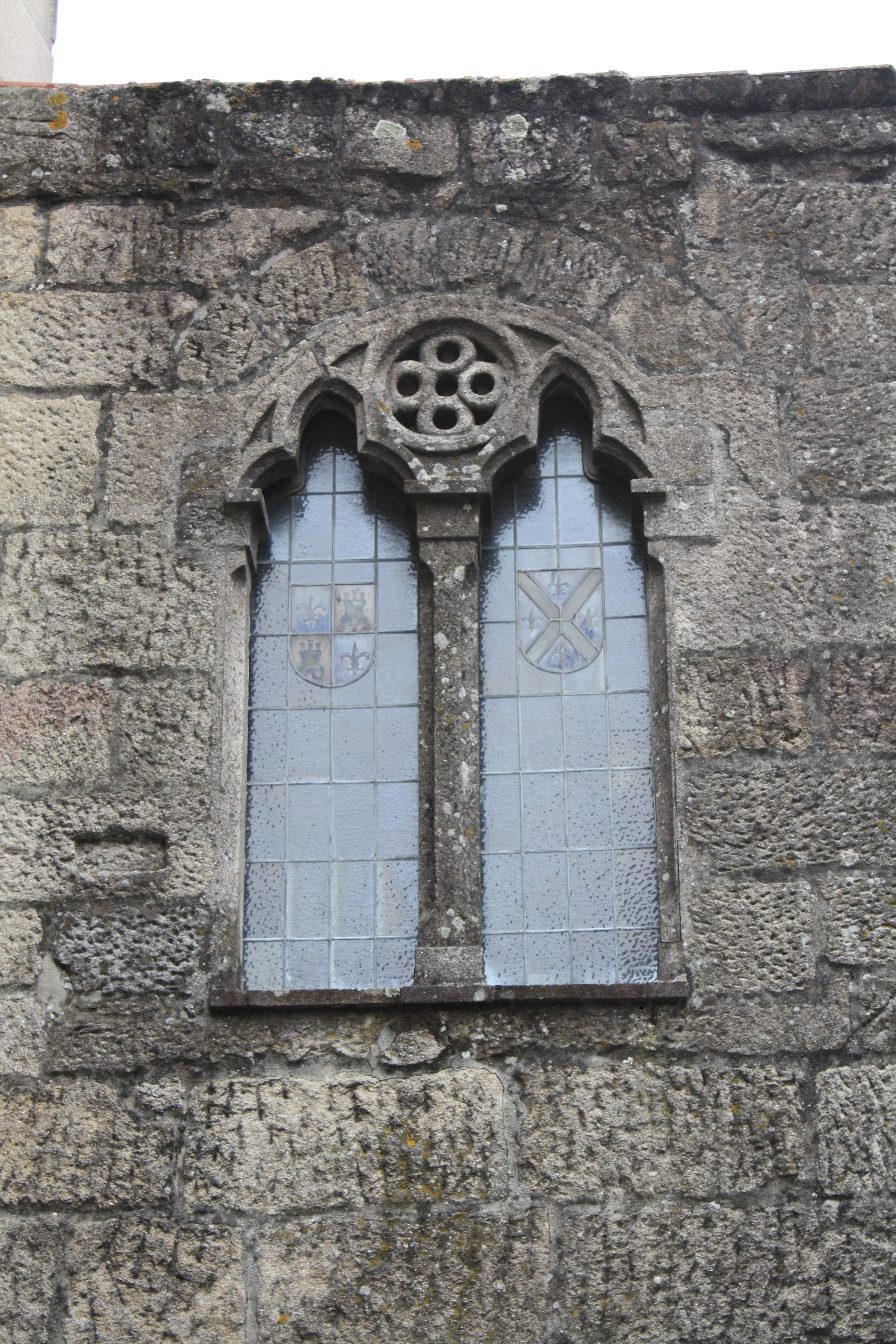
Fenêtre gothique en ogive de la Maison de Juan Álvarez de Sotomayor.
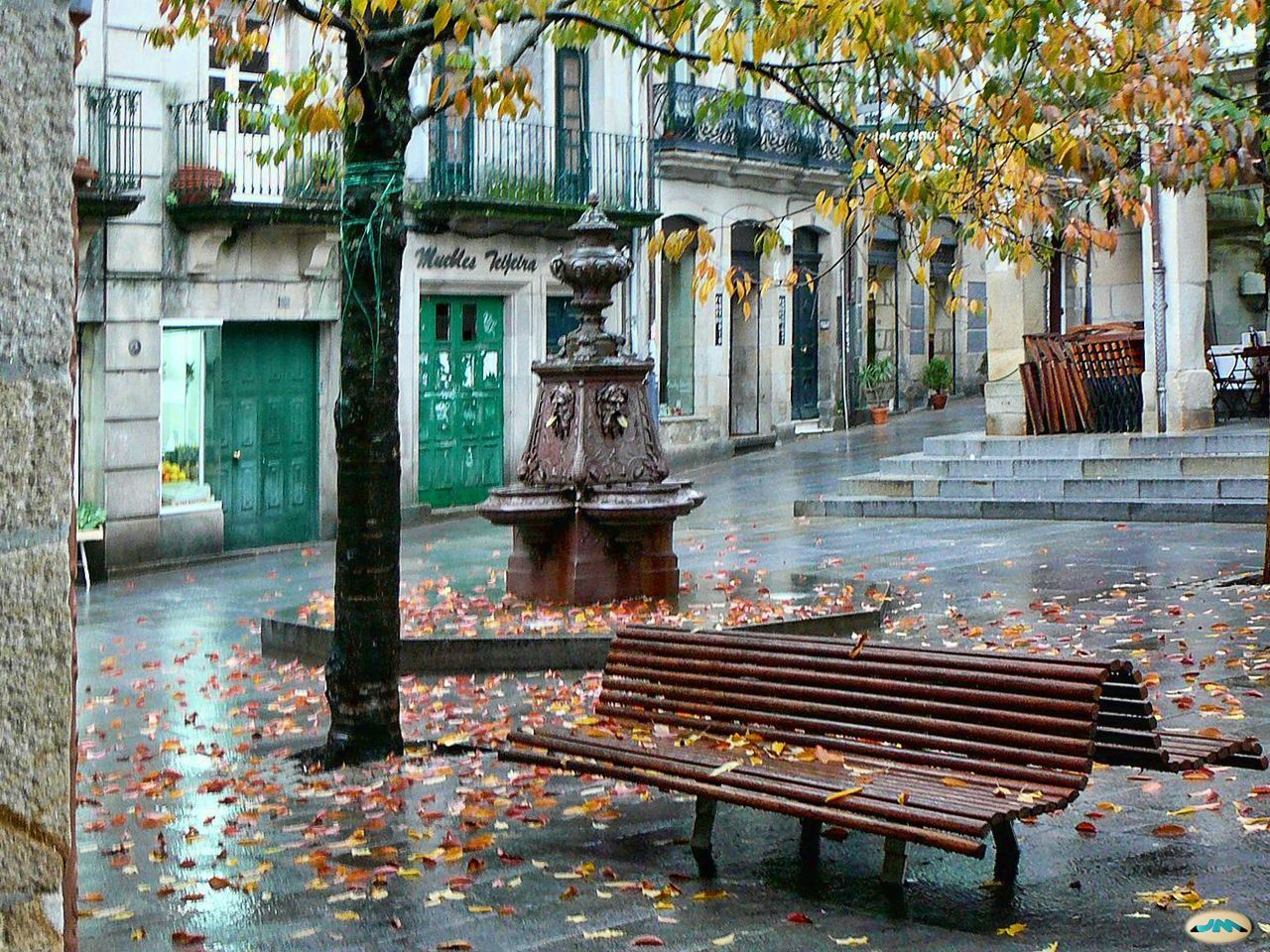
Bancs de la place.
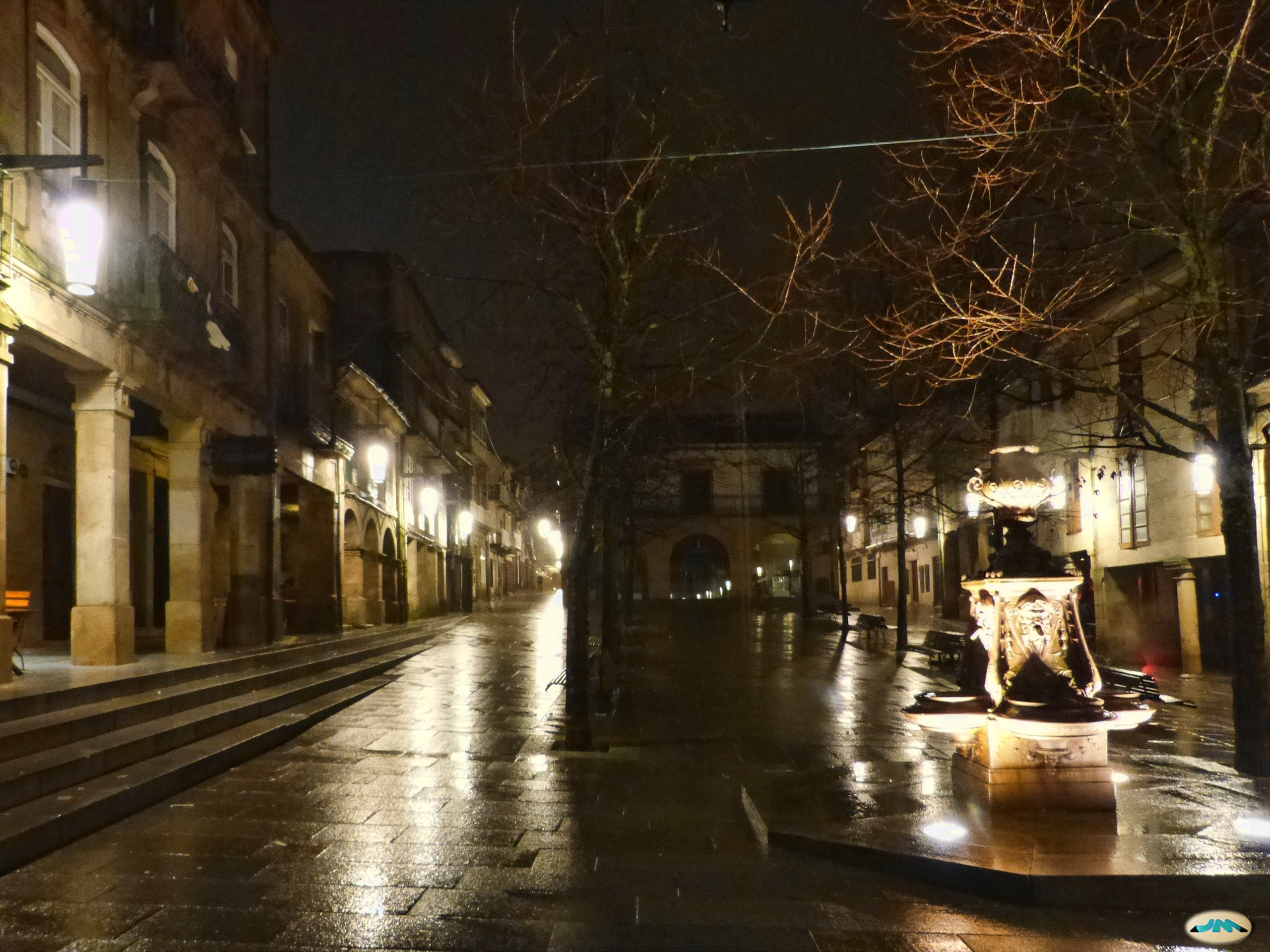
La place, la nuit.
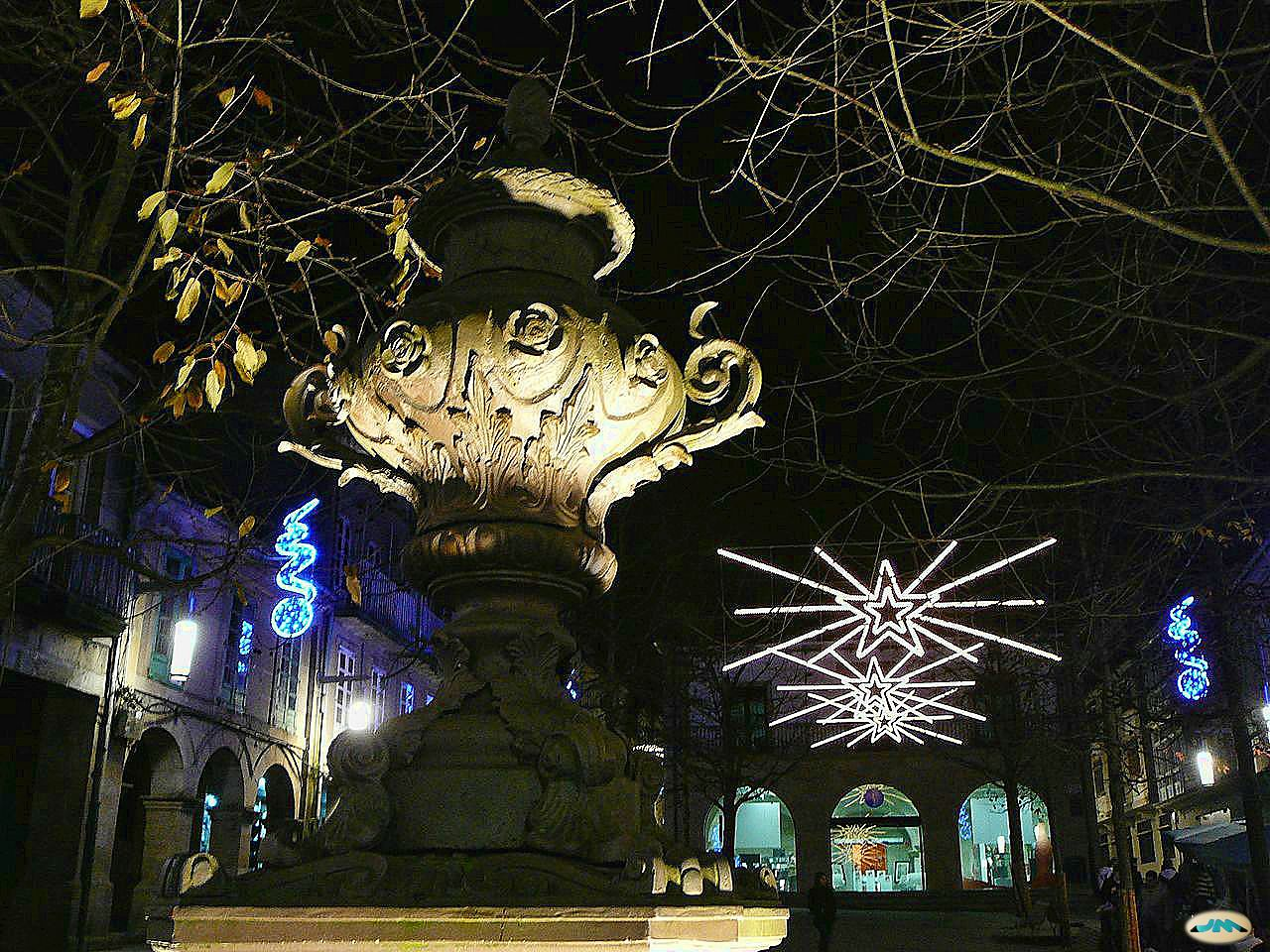
La place à Noël.
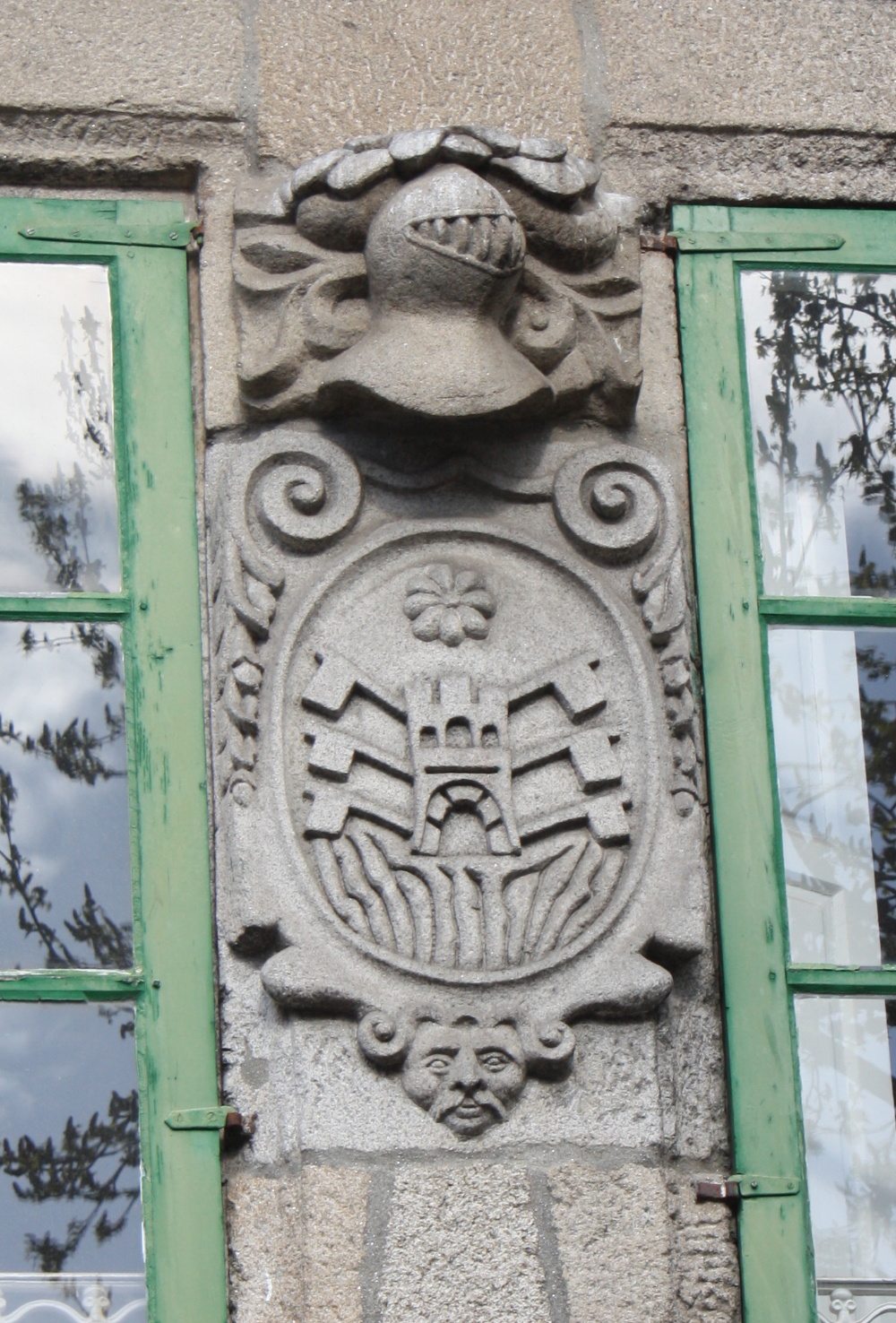
Armoiries de la Maison de Juan Álvarez de Sotomayor.
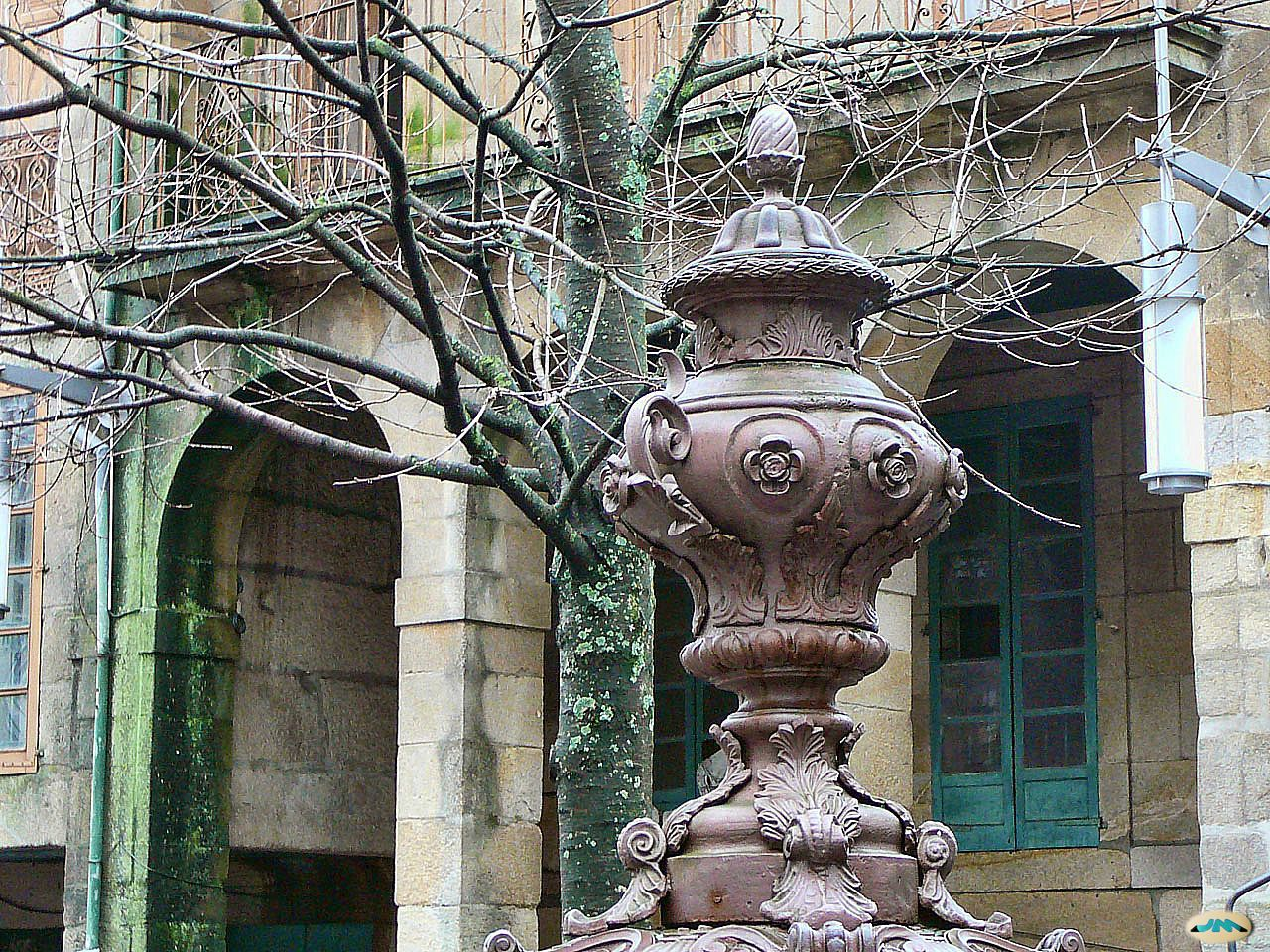
Partie supérieure de la fontaine en fonte.
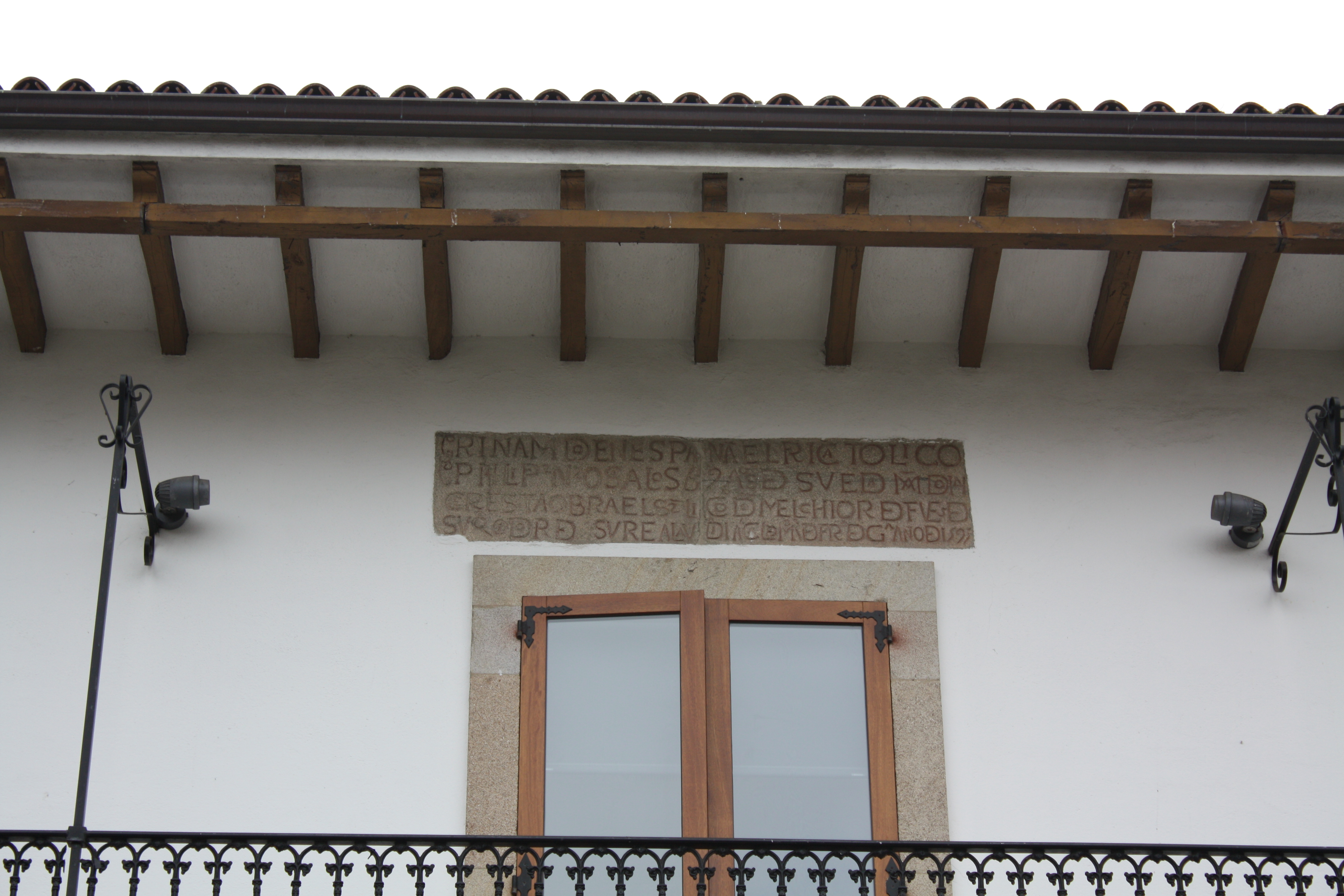
Inscription sur la façade de la Maison de la Lumière.
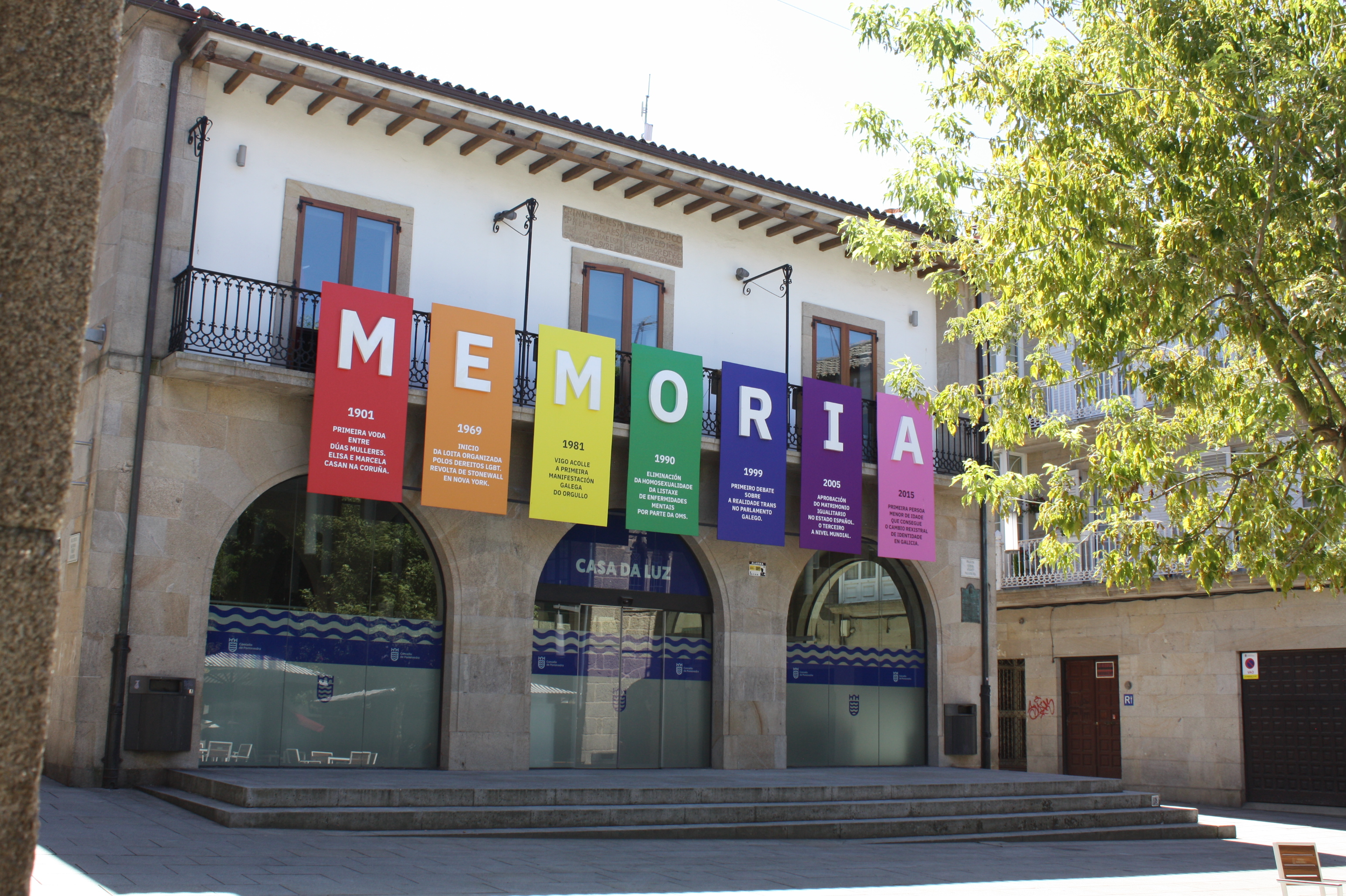
Casa de la Luz

## Voir également